# Base Alfred Faure
La Base Alfred Faure è una stazione scientifica permanente francese, attivata nel 1964 sull'île de la Possession, parte dell'arcipelago delle Isole Crozet, situato nell'Oceano Indiano meridionale. Questa stazione rappresenta una delle quattro basi delle Terre Australi e Antartiche Francesi e svolge un ruolo fondamentale nella ricerca scientifica e nella preservazione dell'ambiente.
La base è costruita all'estremità orientale dell'isola, al riparo dai venti di ponente dominanti. È situata su un pianoro a 143 metri sul livello del mare, a sud della baie du Marin che costituisce uno dei pochi punti di sbarco sull'isola.
Secondo la stagione, da 15 a 60 persone lavorano alla base, compiendo ricerche in campo meteorologico, sismico, biologico e geologico.
La base porta per decreto del 22 marzo 1969 il nome di Alfred Faure, direttore della missione di 20 persone incaricate di costruire la stazione nel 1964.
Alfred-Faure viene visitata alcune volte l'anno dalla Marion Dufresne II, una nave oceanografica che fornisce supporto logistico alla base e permette la rotazione degli addetti.
Dal 1982, la base è collegata alla costa tramite l'unica strada dell'isola, lunga 1,6 km; le due teleferiche costruite nel 1964 non sono più utilizzate da questa data.